# NGC 99
NGC 99는 물고기자리 방향에 있는 나선 은하이다. 1883년 10월 8일 에드워드 스테판에 의해 발견되었다. 지구에서 약 2억 5천만 광년 떨어져 있다.